# Eudochia Makrembolitissa
Eudochia Makrembolitissa (n. 1021 – d. 1096) a fost o împărăteasă și regentă bizantină. 
După moartea lui Constantin al X-lea Ducas (1059-1067) ea va prelua conducerea țării.
La 31 ianuarie 1067 Eudochia se căsătorește cu Roman Diogenes iar la 1 ianuarie 1068 are loc încoronarea. Eudochia însă se legase cu jurământ față de Constantin al X-lea Ducas că nu se va căsători cu altul după moartea lui. Acest jurământ, dat în scris și păstrat de patriarh, ridica serioase piedici în calea căsătoriei. După Attaliates, piedica a fost înlăturată de patriarhul Ioan Xiphilinos însuși și de senat care au găsit că dispoziția testamentară a lui Constantin al X-lea Ducas era dictată de interese egoiste (de fapt, grija pentru viitorul dinastiei și nu de gelozie) ce nu pot fi luate în considerare în fața nevoii obștești de a avea la cârma statului un bărbat priceput în războaie, într-un moment când barbarii atacau imperiul. Skylitzes ne relatează acest episod adăugând câteva amănunte pitorești. Pentru a obține textul jurământului semnat de ea, Eudochia trimite la patriarh pe un eunuc-autorul stratagemei de altfel care-i comunică în taină înaltului prelat că împărăteasa este îndrăgostită de nepotul său, un anume Bardas, un om dedicat cu totul plăcerilor dragostei. Fiind interesat de perspectiva încuscririi cu casa domnitoare, patriarhul îi convinge pe senatori că ar fi util pentru stat să aibă loc căsătoria împărătesei și-i restituie acesteia textul cerut. Numai că speranțele îi sunt înșelate, Eudochia alege drept soț pe Roman Diogenes.